# آوالانچ رکوردینگز
آوالانچ رکوردینگز (انگلیسی: Avalanche Recordings) یک ناشر موسیقی مستقل بریتانیای است که در سال ۱۹۹۹ توسط موسیقی‌دان انگلیسی جاستین برودریک ایجاد شد.